# 성주 도형정려각
성주 도형정려각(星州 都衡旌閭閣)은 대한민국 경상북도 성주군 월향면에 있는 조선시대의 건축물이다. 2008년 10월 27일 경상북도의 문화재자료 제542호로 지정되었다.

## 개요
성주 도형정려각은 조선 중기의 학자이자 문신인 행정(杏亭) 도형(都衡)의 효행을 기려 건립한 것이다.
도형(1480~1547)은 본관이 성주로, 진사를 지낸 도맹녕(都孟寧)의 아들이다. 학문에 전념하여 출세에 뜻을 두지 않아 과거에 응시하지 않았으나 1519년(중종 14) 조광조(趙光祖) 등이 사림정치를 주도하면서, 학행으로 현량과(賢良科)에 천거되어 벼슬길에 나아가 사간원 정언, 성균관 전적 등을 역임하였다. 기묘·을사사화 등 두 차례의 사화(士禍)에 화를 입었으며, 이후 향리에 물러나 학문에 전심하였다.
그는 효성이 지극하여 부모의 봉양에 정성을 다하였고, 가법이 엄정하고 형제간에 우애가 돈독하였으며, 친우와의 사귐에 신의가 있었다고 전한다.
정려각은 1816년(순조 16)에 안동유생 김경찬 등이 증직과 정려를 내려줄 것을 요구하는 상언(上言)에 따라 순조의 재가를 얻어 이듬해(1817년)에 예조에서 정려가 내려졌으며, 1818년(순조 18)에 건립되었다.
정려각의 규모는 정면 3칸, 측면 2칸으로 도내에서 가장 큰 규모에 속하고, 내부에 우물마루를 설치한 점에서 건축적인 특징을 찾아 볼 수 있어 문화재로서의 가치가 높은 곳이다.

## 문화재 지정사유
행정 도형 선생은 조선 중기의 학자이자 문신이며, 기성 정치세력인 훈구파에 대항하여 개혁정치를 추진했던 영남사림파의 일원으로서 그 역사적 위상이 뚜렷하다. 숙종 년간에 이원정(李元禎)이 도형에 대한 포증을 청하는 상소를 올렸고, 다시 1816년(순조 16)에 안동 유생 김경찬 등이 증직과 정려를 내려줄 것을 요구하는 상언(上言)이 있었다. 이에 조정에서는 순조의 재가를 얻어 이듬해(1817년)에 예조에서 정려를 내리는 회계(回啓)를 보냈으며, 그에 따라 1818년(순조 18)에 정려각이 창건되었다.
정려각 규모는 정면3칸, 측면2칸으로 도내에서 가장 큰 규모에 속하고, 내부에 우물마루를 설치한 점에서 건축적인 특징을 찿아 볼 수 있으므로 문화재로 보존할 가치가 있어 문화재자료로 지정한다.

## 참고 자료
- 성주 도형정려각 - 국가유산청 국가유산포털